# Guillermo Barros Schelotto
Guillermo Barros Schelotto (født 4. maj 1973 i La Plata) er en argentinsk fodboldtræner og tidligere Angriber, som siden marts 2016 har været cheftræner for Los Angeles Galaxy.

## Titler

### Titler som fodboldspiller
Copa Centenario de AFA
- 1994 med Gimnasia (LP)

Primera División de Argentina
- 1998, 1999, 2000, 2003, 2005 og 2006 med Boca Juniors

Copa Libertadores
- 2000, 2001, 2003 og 2007  med Boca Juniors

Intercontinental Cup
- 2000 og 2003 med Boca Juniors

Copa Sudamericana
- 2004 og 2005 med Boca Juniors

Recopa Sudamericana
- 2005 og 2006 med Boca Juniors

Major League Soccer
- 2008 og 2009 med Columbus Crew

 Pan American Games 
- 1995 med Argentina

### Titler som fodboldtræner
Copa Sudamericana
- 2013  med Lanús

Primera División de Argentina
- 2017  med Boca Juniors
- 2018  med Boca Juniors